# بیا صدایمان را بلند کنیم
«بیا صدایمان را بلند کنیم» (به انگلیسی: Let's Get Loud) تک‌آهنگی از هنرمند اهل ایالات متحده آمریکا جنیفر لوپز است که در ۹ ژوئن ۲۰۰۰ منتشر شد. این تک‌آهنگ در آلبوم آن د سیکس قرار داشت. این ترانه در ۴۳امین مراسم گرمی، نامزد «بهترین ضبط رقص سال» شد.
این تک‌آهنگ در چارت بلژیک در رتبه اول و در چارت‌های استرالیا، ایتالیا، فلاندرز جزو ده ترانه اول قرار گرفت.